# Atletismo nos Jogos Pan-Americanos de 1991 - 400 m com barreiras masculino
As provas dos 400 m com barreiras masculino nos Jogos Pan-Americanos de 1991 foram realizadas em 8 e 10 de agosto em Havana, Cuba.

## Medalhistas
| Ouro                          | Prata                             | Bronze                              |
| Eronilde de Araújo BRA Brasil | McClinton Neal USA Estados Unidos | Torrance Zellner USA Estados Unidos |

## Resultados

### Eliminatórias
| Posição | Eliminatória | Nome               | Nacionalidade      | Tempo | Notas |
| ------- | ------------ | ------------------ | ------------------ | ----- | ----- |
| ?       | ?            | Torrance Zellner   | USA Estados Unidos | 50.39 | Q     |
| ?       | ?            | Eronilde de Araújo | BRA Brasil         | 50.43 | Q     |

### Final
| Posição           | Nome               | Nacionalidade      | Tempo | Notas |
| ----------------- | ------------------ | ------------------ | ----- | ----- |
| Medalha de ouro   | Eronilde de Araújo | BRA Brasil         | 49.96 |       |
| Medalha de prata  | McClinton Neal     | USA Estados Unidos | 50.05 |       |
| Medalha de bronze | Torrance Zellner   | USA Estados Unidos | 50.21 |       |
| 4                 | Mark Thompson      | JAM Jamaica        | 50.53 |       |
| 5                 | Antonio Smith      | VEN Venezuela      | 50.71 |       |
| 6                 | Domingo Cordero    | PUR Porto Rico     | 50.80 |       |
| 7                 | Pedro Piñera       | CUB Cuba           | 50.83 |       |
| 8                 | Juan Hernández     | CUB Cuba           | 51.07 |       |